# Kawakami Kikuko
Kawakami Kikuko (jap. 川上 喜久子; * 9. Februar 1904 in der Präfektur Shizuoka; † 26. Oktober 1985 in Kamakura, Präfektur Kanagawa) war eine japanische Schriftstellerin der Shōwa-Zeit. Ihr Geburtsname lautete Shinoda Kikuko (篠田 喜久子).

## Leben
Sie absolvierte zunächst die Heijō-Mädchenoberschule (平壤高女) sowie einen Fachkurs (専攻科, senkōka) an der Yamawaki-Mädchenoberschule (山脇高女). 1924 begleitete sie ihren Mann nach Korea, das sich damals unter japanischer Herrschaft befand, und lebte dort bis 1931.
1927 wurde sie von der Asahi Shimbun mit einem Preis für ihren Roman Aru Minikui Biganjutsu-shi (或る醜き美顔術師) ausgezeichnet, der daraufhin als Fortsetzungsroman in der Zeitung erschien.
Nach ihrer Rückkehr nach Japan 1931 zogen sie und ihr nunmehr pensionierter Mann nach Kamakura in die Präfektur Kanagawa, wo es möglich war, eine Krankheit, die sie sich in Korea zugezogen hatte, behandeln zu lassen. Sie lebte in Takumagayatsu (宅間ヶ谷), in Kamakura bis zu ihrem Tod 1985.
Während ihrer Zeit in Kamakura hatte sie die Gelegenheit, die Bekanntschaft einiger dort ansässiger Literaten zu machen, darunter Hayashi Fusao, Kawabata Yasunari und Yosano Akiko (die sie im Schreiben von Tanka unterrichtete). Einige ihrer Gedichte erschienen in dem Literaturmagazin Myōjō (明星).
1936 ermutigten Hayashi und Kawabata Kawakami dazu, Fuyubi no Kage (冬日の影), Saigetsu (歳月) sowie Metsubō no Mon (滅亡の門) in der Bungakukai, einem großen, monatlich erscheinenden Literaturmagazin zu veröffentlichen. Alle drei Geschichten wurden von der Literaturkritik gefeiert, Metsubō no Mon wurde mit dem elften Bungakukai-Preis ausgezeichnet und für den vierten Akutagawa-Preis nominiert.
Im Anschluss an diese Anerkennung verfasste Kawakami in rascher Folge eine Reihe von Romanen, darunter Hikari Honokanari (光仄かなり), Bikō (微光) und Hanazono no Shōsoku (花園の消息), die ebenfalls im Bungakukai veröffentlicht wurden. In sachlichem, nüchternem Stil beschrieb sie darin die stetig zunehmende Unterdrückung unter Japans wachsendem Militarismus.
Nach dem Zweiten Weltkrieg zog sich Kawakami von ihrer literarischen Tätigkeit zurück, veröffentlichte jedoch in späteren Jahren noch Kagerō no Banka (陽炎の挽歌).